# Clay Higgins
Glen Clay Higgins (Nueva Orleans; 24 de agosto de 1961) es un político estadounidense, representante de los Estados Unidos por el 3.er distrito congresional de Luisiana.

## Biografía

### Primeros años y educación
Es el séptimo de ocho hijos. Nació en Nueva Orleans y su familia se mudó a Covington, Luisiana, cuando tenía seis años. La familia criaba y entrenaba caballos. Después de graduarse de Covington High School, asistió a la Universidad Estatal de Luisiana en Baton Rouge, Luisiana, pero no se graduó.

### Carrera
A los 18 años, se alistó en el Cuerpo de Policía Militar de la Guardia Nacional de Luisiana, sirviendo entre 1979 y 1985, alcanzando el rango de sargento de personal.
Trabajó durante varios años como gerente de concesionarios de automóviles.

#### Aplicación de la ley local
En 2004, se convirtió en oficial de patrulla del Departamento de Policía de la ciudad de Opelousas. En 2007, el jefe de policía Perry Gallow estaba preparado para tomar medidas disciplinarias importantes contra Higgins. En una carta al Concejo Municipal, escribió: «Clay Higgins usó fuerza innecesaria sobre un sujeto durante la ejecución de una orden judicial y luego dio declaraciones falsas durante una investigación interna... aunque luego se retractó de su historia y admitió haber golpeado a un sospechoso esposado y luego liberado».
En septiembre de 2016, durante su campaña al Congreso, afirmó haber renunciado a la fuerza policial por otras razones, llamando a Gallow «un pavo real, un pájaro colorido que no vuela». Gallow, para entonces retirado como jefe de policía, cuestionó públicamente la versión de los hechos de Higgins.
Trabajó para el Departamento de Policía de Port Barre hasta 2010. En 2011, se unió a la Oficina del Sheriff de la parroquia de St. Landry. Después de que el oficial de información pública de la oficina fuera reasignado en octubre de 2014; fue designado para el puesto y ascendido a capitán. Como oficial de información pública, hizo videos para el programa Crime Stoppers de la parroquia. Primero usó guiones estándar, pero comenzó a improvisar con su propio estilo, apelando a los sospechosos para que se rindieran y, a veces, amenazándolos por su nombre. Sus videos se volvieron virales y en 2015 los medios nacionales lo describieron como el «John Wayne cajún» por su personalidad intimidante. El alguacil Bobby Guidroz instó a la moderación y aconsejó a Higgins que se abstuviera de hacer comentarios personales sobre los sospechosos y que mantuviera un tono profesional en sus videos.
También hizo un video para la policía estatal, con un guion que provocó protestas de las familias de los sospechosos y la ACLU. Renunció a la Oficina del Sheriff de la parroquia de St. Landry en febrero de 2016. Guidroz le había advertido que no usara un lenguaje irrespetuoso y degradante sobre los sospechosos y le ordenó que «bajara el tono de sus comentarios poco profesionales en nuestros mensajes semanales de Crime Stoppers». Emitió un comunicado diciendo que los comentarios de Higgins subrayaron «un trasfondo creciente de insubordinación y falta de disciplina por parte de Higgins». Guidroz dijo que Higgins había ido en contra de la política del departamento al hacer mal uso de su insignia y uniforme para beneficio y ganancia personal, citando que Higgins vestía un uniforme en un anuncio de una empresa de seguridad. También reprendió a Higgins por usar su insignia y uniforme en su sitio web personal para apoyar las ventas de camisetas y vasos de chupito para su Limited Liability Corporation (LLC). Higgins también había utilizado la dirección física del departamento para registrar su corporación ante el estado. Ambas acciones fueron en contra de la política del departamento.
Salon informó que durante este período, Higgins «negoció apariciones pagadas para hablar con otros departamentos de policía. En un correo electrónico, Higgins discutió su solicitud de una tarifa de orador que incluía dinero para comprar dinero para su esposa y parte del combustible para el avión privado de un amigo». Pidió pagos en efectivo. Higgins también realizó sus negocios privados por correo electrónico en «su cuenta de correo electrónico del gobierno durante las horas de trabajo sin el permiso o el conocimiento de sus supervisores. Higgins también parece haber intentado ocultar sus ganancias al IRS para evitar el embargo de salarios por impuestos no pagados. No está claro si esas acciones constituyen fraude fiscal».
Poco después de renunciar a la parroquia de St. Landry, en marzo de 2016, Higgins fue aceptado y juramentado como mariscal adjunto de reserva en la ciudad de Lafayette, Luisiana. Las fuerzas de reserva en las oficinas del alguacil de la ciudad y la parroquia en Luisiana reciben capacitación regular y son comisionadas como agentes de la ley. Son a tiempo parcial y están compuestos por personas de muchos ámbitos de la vida.
En 2019, se retiró de su cargo como mariscal adjunto de reserva. Mantiene una comisión activa de aplicación de la ley como oficial de reserva en la oficina del fiscal general de Luisiana.

#### Honores
Higgins recibió el título de Coronel de Kentucky en marzo de 2016 por el gobernador de del mismo, Matt Bevin.

### Cámara de Representantes de Estados Unidos

#### Elecciones
- 2016: después de la renuncia de Higgins a la Oficina del Sheriff de St. Landry, Chris Comeaux, un miembro del personal de la campaña republicana, lo reclutó para postularse para el cargo.[7] En mayo de 2016, declaró su candidatura en las elecciones de 2016 para el 3.er distrito congresional de Lusiana.[18][19] Cruzó los límites del distrito para postularse para este escaño, ya que su hogar en Port Barre se encuentra en el vecino 5.º distrito. Los miembros de la Cámara no están obligados constitucionalmente a vivir en el distrito que representan.[2] Un Súper PAC encabezado por el exjefe de gabinete del senador estadounidense David Vitter apoyó la candidatura de Higgins. Terminó segundo en la primaria general no partidista celebrada el 8 de noviembre, detrás del republicano Scott Angelle, en la que votó casi el 68 % de la parroquia.[18][20] Se enfrentó a Angelle en una segunda vuelta el 10 de diciembre y ganó con el 56,1 % de los votos; la participación había disminuido a alrededor del 28 % de los votantes.[18]

- 2018: fue desafiado por los demócratas Rob Anderson, Mildred "Mimi" Methvin, Larry Rader y Verone Thomas, el libertario Aaron Andrus y el republicano Josh Guillory.[21] El presidente Trump respaldó a Higgins.[22] Derrotó a los seis retadores en las primarias y ganó la reelección sin segunda vuelta.[23]

En respuesta a las protestas por la muerte a tiros de la policía de Trayford Pellerin, hizo una publicación en Facebook diciendo que «dejaría a 10 de ustedes donde están».

#### Mandato
Prestó juramento a la Cámara de Representantes el 3 de enero de 2017.
Ha dicho que duerme en un colchón de aire en el piso de su oficina en Capitol Hill.
Votó con otros republicanos a favor de la Ley de Atención Médica Estadounidense de 2017, que habría derogado y reemplazado partes importantes de la Ley de Protección al Paciente y Atención Médica Asequible.
En diciembre de 2017, Higgins votó con otros republicanos a favor de la Ley de Empleos y Reducción de Impuestos.  Promocionó los beneficios de la Ley, pero la Oficina de Presupuesto del Congreso proyectó que el crecimiento del PIB disminuiría a 2,4 % en 2019 a medida que disminuyeran la inversión empresarial y las compras gubernamentales.

### Vida personal
Se ha casado cuatro veces. Se casó con Eloisa Rovati. Tuvieron una hija juntos, que murió unos meses después de su nacimiento. Higgins y Rovati se divorciaron. Más tarde, ella murió en un accidente automovilístico. Higgins luego se casó con Rosemary "Stormy" Rothkamm-Hambrice. Adoptó a su hijo de un matrimonio anterior y tuvieron dos hijos más juntos. Se divorciaron en 1999. La tercera esposa de Higgins fue Kara Seymour. También se divorciaron y Higgins vive en Port Barre, Luisiana, con su cuarta esposa, Becca.